# Earl Godfrey
Earl Godfrey (nascido em 20 de agosto de 1961) é um ex-ciclista olímpico bermudense. Representou sua nação nos Jogos Olímpicos de Verão de 1984, na prova de corrida individual em estrada.